# Thrypticus smaragdinus
Thrypticus smaragdinus är en tvåvingeart som beskrevs av Carl Eduard Adolph Gerstäcker 1864. Thrypticus smaragdinus ingår i släktet Thrypticus, och familjen styltflugor. Arten är reproducerande i Sverige.